# 2-(2-methoxyethoxy)ethanol
2-(2-Methoxyethoxy)ethanol je organická sloučenina, bezbarvá kapalina používaná jako průmyslové rozpouštědlo a jako aditivum do paliv pro tryskové motory. Z hlediska struktury patří mezi alkoholy a ethery. Při přímém kontaktu způsobuje vysoušení kůže rozpouštěním tuků, také dráždí oči. Tato látka je rovněž hořlavá.